# بيتر فاركاس
بيتر فاركاس (بالمجرية: Farkas Péter)‏ هو لاعب كرة قدم مجري في مركز الوسط، ولد في 11 يوليو 1987 في سغليد في المجر. لعب مع دوناكانيار-فاك.